# Garcinia qinzhouensis
Garcinia qinzhouensis là một loài thực vật có hoa trong họ Bứa. Loài này được Y.X. Liang & Z.M. Wu mô tả khoa học đầu tiên năm 1996.